# Julio César Armentia
Julio César Armentia (San Cayetano, Argentina. 2 de agosto de 1974) es un exfutbolista argentino. Se desempeñaba como portero, y su último equipo fue independiente de loberia de la Liga Necochense de fútbol.
Actualmente es director técnico, pero se encuentra sin trabajo

## Clubes
| Club                          | País      | Año       |
| ----------------------------- | --------- | --------- |
| Independiente                 | Argentina | 1989-1991 |
| Selección Juvenil de Necochea | Argentina | 1990-91   |
| Jorge Newbery Lobería         | Argentina | 1992-1994 |
| Sarmiento de Junín            | Argentina | 1994-1995 |
| Cúcuta Deportivo              | Colombia  | 1995-96   |
| Ñublense                      | Chile     | 1997      |
| Cobreloa                      | Chile     | 1998      |
| O'Higgins                     | Chile     | 1998-2000 |
| Universidad de Concepción     | Chile     | 2001      |
| Atlante                       | México    | 2001      |
| Potros de Acapulco            | México    | 2002      |
| San Jose                      | Bolivia   | 2002-2003 |
| Cipolletti                    | Argentina | 2003-2004 |
| Unión Central                 | Argentina | 2005      |
| Jorge Newbery                 | Argentina | 2005      |
| Villa del Parque de Necochea  | Argentina | 2006      |
| Independiente de Lobería      | Argentina | 2006      |
| Rivadavia de Necochea         | Argentina | 2007-2011 |
| Independiente de Loberia      | Argentina | 2012      |